# Fabrizio Turriozzi
Fabrizio Turriozzi (Toscanella, 16 de novembro de 1755 - Roma, 9 de novembro de 1826) foi um cardeal do século XIX

## Biografia
Nasceu em Toscanella] em 16 de novembro de 1755. De uma família patrícia de Toscanella e Anagni. Filho do Conde Turriozzi.
Estudou no Seminário de Montefiascone; e na Universidade La Sapienza, Roma (teologia e direito).
Entrou ao serviço da Cúria Romana em 1796 como encarregado de negócios da Santa Sé em Turim perante o rei Carlo Emmanuele IV. Participou da Conferência de Rastatt em 1798, como representante da Santa Sé. Nomeado camareiro particular supranumerário antes de 23 de setembro de 1801. Entrou na prelatura romana como prelado doméstico em 28 de setembro de 1801 e referendário dos Tribunais da Assinatura Apostólica de Justiça e da Graça em 2 de abril de 1802. Governador de Jesi, 7 de maio de 1802 até a invasão francesa de Marches . Governador de Campagna e Marittima, 6 de agosto de 1808, apesar da invasão francesa dos Estados Pontifícios. Após a segunda restauração do governo papal, foi nomeado, por Agostino Rivarlo, presidente da Commissione di Stato, delegado apostólico da província de Campagna (Frosinone) em 12 de maio de 1814; também operou pelo restabelecimento do governo papal no enclave de Benevento em 4 de junho de 1815. Assessor da SC da Inquisição Romana e Universal, em 9 de março de 1816 até sua promoção ao cardinalato. Consultor da SC dos Ritos, 1816. Cânone do capítulo da basílica patriarcal do Vaticano, 1816.
Ordenado (nenhuma informação encontrada).
Criado cardeal sacerdote no consistório de 10 de março de 1823; recebeu o chapéu vermelho em 13 de março de 1823; e o título de S. Maria in Aracolei, 16 de maio de 1823. Participou do conclave de 1823, que elegeu o Papa Leão XII. Em 9 de dezembro de 1823, foi nomeado presidente da comissão de jurisconsultos encarregada da revisão do motu proprio de 6 de julho de 1816, que preparou a promulgação do novo código civil em 5 de outubro de 1824.
Morreu em Roma em 9 de novembro de 1826. Exposto e enterrado em seu título, S. Maria in Aracoeli.